# Raphiptera argillaceellus
Raphiptera argillaceellus är en fjärilsart som beskrevs av Alpheus Spring Packard 1868. Raphiptera argillaceellus ingår i släktet Raphiptera och familjen Crambidae. Inga underarter finns listade i Catalogue of Life.